# Isoletta
Isoletta è una frazione che si estende per pochi chilometri nel comune di Arce in provincia di Frosinone.

## Geografia fisica
Questo piccolo centro confina a nord con il comune di Arce, a sud-est con San Giovanni Incarico, a sud-ovest con Falvaterra e a nord-ovest con Ceprano.
Sul territorio e nelle zone limitrofe sono presenti alcuni complessi agrituristici che permettono il pieno godimento delle bellezze naturali della riserva naturale che si estende sulle sponde del fiume Liri.
Il clima è quello tipico della zona mediterranea, infatti è caratterizzato da un inverno umido ma non troppo freddo e da un'estate un po' afosa. Data la tranquillità del paese è spesso meta di vacanze estive per gli ex abitanti emigrati in città.
La santa protettrice è Santa Maria della Vittoria che veniva festeggiata la prima domenica di ottobre mentre adesso, da alcuni anni, viene festeggiata l'ultima domenica di agosto.

## Storia e Archeologia
Isoletta è un importante centro storico dove è possibile ancora oggi osservare i resti delle antiche civiltà che lo hanno abitato.
Sono molto importanti i resti dell'insediamento romano nel complesso archeologico di Fregellae ed è un centro di rilevante importanza anche per i resti del periodo Borbonico, trovandosi al confine tra lo Stato Pontificio e il Regno di Napoli.
Ancora oggi è possibile ammirare il ponte sul fiume Liri che un tempo faceva da dogana, presso il castello di Isoletta, oggi distrutto.
Abitata fin dai tempi più antichi, sul suolo isolettano si è trovato di tutto: da resti preistorici a resti di epoca preromana, romana, medievale e borbonica. Nel vicino museo di Pofi sono esposti ritrovamenti preistorici come la testa di un elefante nonché resti di manufatti di civiltà antiche.
Posta presso la confluenza dei fiumi Liri e Sacco ha sempre avuto nel corso della storia una posizione strategicamente importante tanto da poter tuttora conservare una sua visibilità.

## Infrastrutture e trasporti

### Ferrovie
|  | È raggiungibile dalla stazione di Isoletta-San Giovanni Incarico. |